# Foochow romanisé

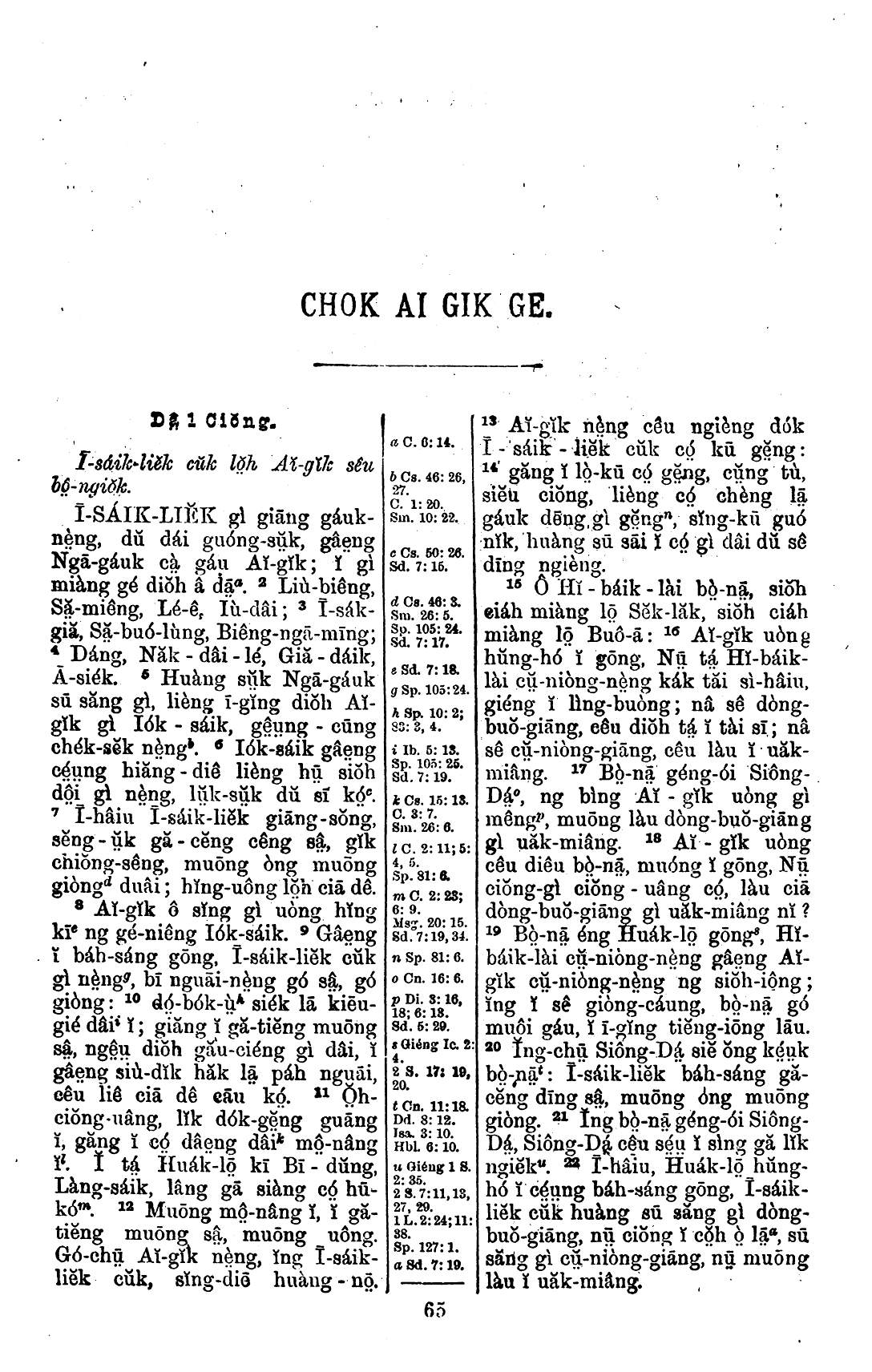
Extrait de l'Exode, dans la Bible, en foochow romanisé.

Le foochow romanisé, aussi appelé Bàng-uâ-cê (BUC, 平话字 / 平話字, pínghuà zì) ou Hók-ciŭ-uâ Lò̤-mā-cê (福州话罗马字 / 福州話羅馬字, fúzhōuhuà luómǎzì, « caractères latins de la langue de Fuzhou »), est un alphabet dérivé de l’alphabet latin utilisé pour l’écriture du dialecte de Fuzhou (capitale de la province du Fujian, au Sud-Est de la Chine), la forme standardisée du mindong. Elle est développée et adoptée par les missionnaires au courant du XIXe et est standardisée dans les années 1890.

## Histoire
Sous la Chine impériale de la Dynastie Qing, Fuzhou devient un des cinq ports de traités chinois, ouverts par l'un des traités inégaux que fut le traité de Nankin, à la fin de la première guerre de l'opium (de 1839 à 1842). De nombreux missionnaires chrétiens occidentaux arrivent alors dans la ville. Il y découvrent un taux d'illettrisme endémique et développent une romanisation du dialecte de Fuzhou de la langue mindong.